# Storia di Asso

## Preistoria
Le prime tracce umane, databili intorno al 6500 a.C., sono state rilevate a Cranno di Asso. A circa il 3500 a.C. risalgono quelle a Brazzova, e a circa il 3000 a.C. a Dosso, frazioni e località di Asso. Si hanno testimonianze di presenze stabili a Brazzova, Cranno e Dosso dal 2000 a.C. e del popolamento delle colline intorno ad Asso dal 1700 a.C.
Altri reperti risalgono al 500 a.C., a Pagnano, frazione di Asso, ed al 400 a.C., a Brazzova.

## Dominio di Roma
Ad Asso sono conservate due epigrafi.
La prima, il cui cippo è ora conservato all'interno della torre del castello, fu ritrovata, alla fine del XVIII secolo, dal prevosto Carlo Mazza, nel giardino della torre; è considerata da alcuni di origine romana per l'uguaglianza del corso delle pietre e la sottigliezza degli strati di calce. Riporta la scritta, a testimonianza di un culto di Giove:
B.IOVI
MRRA
La seconda, ritrovata su una spiaggia tra Onno e Vassena, e studiata da Theodor Mommsen, ora nella sala consiliare del municipio, è incisa su un'ara di granitello e riporta, sotto due serpenti, la scritta:
GENIO.ASC
L.PLINIUS
BURRUS. ET
P. PLINIUS
MATERN
Alcuni pezzi di conduttura romana ed una moneta dell'imperatore Decio sono stati ritrovati a Pagnano. Nel 1794, mentre si scavava per la fognatura nel borgo, si scoprì, ad una profondità di novanta centimetri, il selciato romano, riportato alla luce, durante un'operazione simile, nel 1927.
Il Cristianesimo venne probabilmente introdotto in Valassina verso la fine del III secolo e si affermò definitivamente alla fine del V.
Nel III secolo il vescovo Mona divise la diocesi di Milano in quattordici plebanie, tra le quali vi erano quella di Asso. Ogni plebania possedeva una chiesa principale dalla quale dipendevano tutte le altre: quella di Asso fu eretta, secondo Carlo Mazza, sulle rovine di un tempio pagano, utilizzandone il materiale; al suo centro era stata scavata nel suolo una vasca battesimale per gli adulti. Fu demolita nel XVIII secolo per far posto all'attuale chiesa del Santo Crocefisso.

## Medioevo
Nel 784 la pieve di Asso, insieme a quella di Incino, entrò a far parte del contado della Martesana.
Al tempo dell'arcivescovo Ariberto da Intimiano (XI secolo), Asso rivestì un ruolo considerevole grazie alle sue fortificazioni, che lo posero al centro di un vasto sistema strategico-militare, oggi testimoniato da case-forti e da un'imponente torre, ricostruita in più punti, facente parte del castello.
Si è tramandata oralmente la partecipazione alla prima crociata del 1095 di valassini, che, tornati, eressero un santo sepolcro con statue dipinto, ancora esistente a metà del XVI secolo; del fatto, tuttavia, non esiste alcuna conferma: forse è solo una leggenda. All'epoca delle crociate risalirebbe anche la scelta di santa Apollonia quale patrona di Asso, avendo dei valassini riportato un dente della santa al ritorno dalla Palestina: da qui l'usanza di baciare la reliquia per ottenere protezione dal mal di denti nel giorno a lei dedicato.
Nel 1183 degli statuti civili e penali, confermati nel 1380 dall'arcivescovo Antonio da Saluzzo, resero Asso una comunità autonoma.
Nel 1314 Facciolo della Pusterla occupò e saccheggiò Asso ma, non riuscendo a debellare i valassini, si ritirò dalla valle e si insediò ad Oleggio.

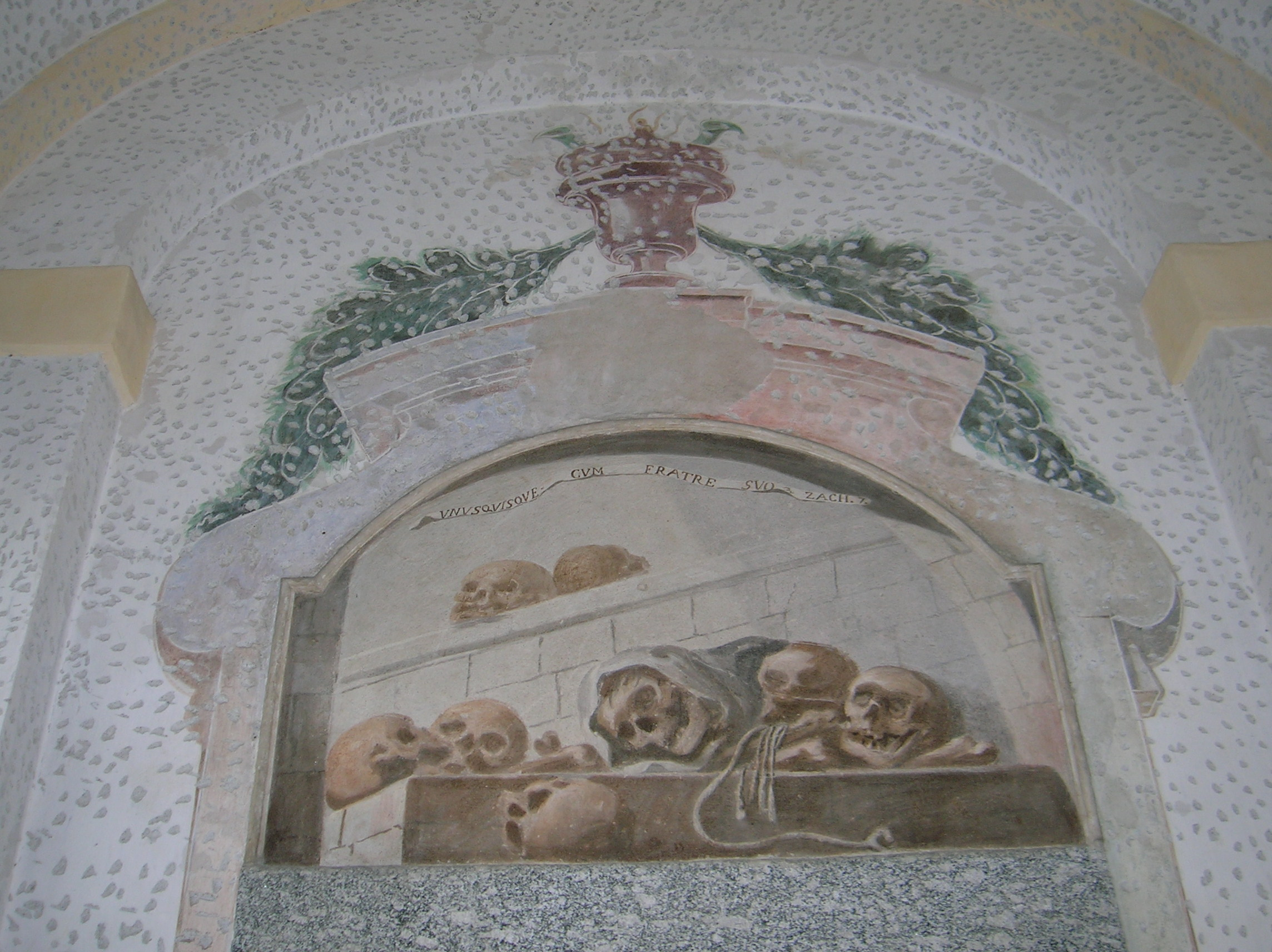
La peste era ben presente nella mentalità degli assesi, durante gli anni di maggior diffusione, come testimoniano questi affreschi della chiesa del Santo Crocefisso

Nel 1361 la peste nera, partendo da Milano, si estese a tutta la Lombardia e colpì la Valassina, che fino ad allora non era stata colpita. Non completamente domata, si sarebbe ripresentata dieci anni dopo, favorita da un'invasione di sorci e da una carestia. Non esistono dati sicuri, ma ad Asso solo quattro case risultano preservate; in memoria venne sistemato un piccolo angelo, a ricordo di quello che segnò le case degli ebrei in Egitto. Durante il XIV secolo la peste tornò in Brianza ed in Valassina nel 1384, e nel 1385 per ben quattro anni.
Il dominio temporale arcivescovile terminò sotto Giovanni Maria Visconti, che nel 1409 infeudò la Vallassina a Facino Cane e, successivamente, a Luigi Dal Verme.
Si racconta che una notte di Natale  i cagliesi decisero di attaccare Asso, pensando di massacrarne gli abitanti appena usciti, disarmati, dalla prima messa. Gli assesi, tuttavia, avvertiti da una compaesana maritata a Caglio, sventarono l'attacco mettendosi in agguato lungo la strada ed ammazzando molti assalitori. I matrimoni tra persone dei due comuni furono rarissimi per secoli, dopo questo avvenimento.

## XVI secolo
Dal 1534 la valle fu ceduta agli Sfondrati che dominarono fino al 1788.

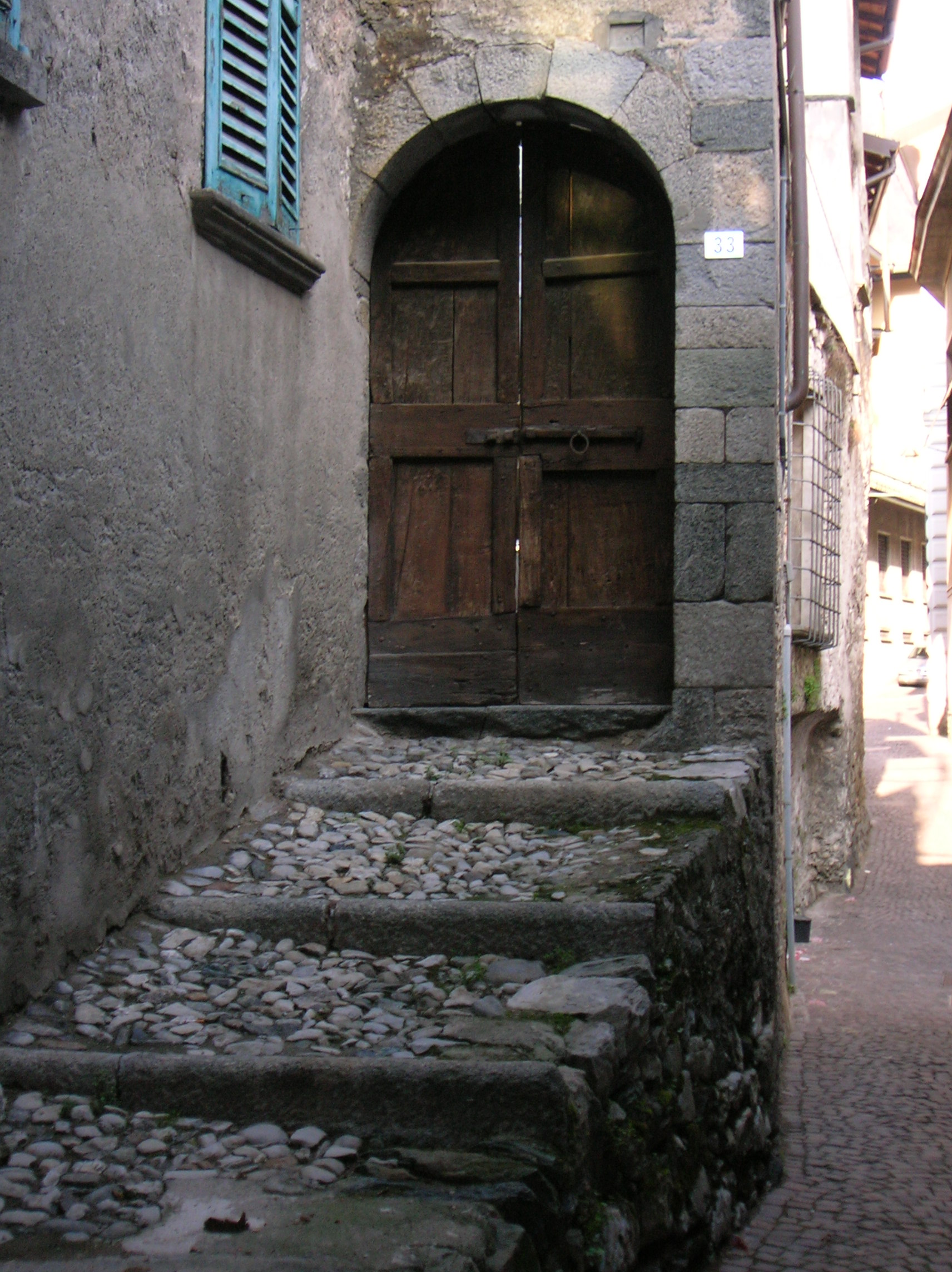
L'entrata della casa Magnocavallo, famiglia preservata dalla peste nell'epidemia del 1574

Nel XVI secolo la peste si ripresentò, nel biennio 1523-24 e nel 1549, particolarmente pesante in Lombardia (nel ducato di Milano le vittime furono 17.000).
Nel 1566 l'arcivescovo Carlo Borromeo si fermò due giorni ad Asso, prima di recarsi a Valbrona e negli altri paesi, durante la sua prima visita pastorale in Valassina.
Nel 1571 un mugnaio, Bernardo Lochilo, fu costretto a domandare perdono «al popolo» per aver insultato il prevosto. Per penitenza fu obbligato a stare davanti alla porta della chiesa, durante la messa, per quattro domeniche, con una candela in mano ed un cordone al collo.
Le successive ondate di peste del 1574 e del 1576 sono considerate localmente meno estese e micidiali rispetto a quelle della prima metà del secolo. I dati a disposizione sono peraltro pesanti, lasciando intuire quali stragi debbano aver fatto le precedenti: nel 1574 morirono ad Asso trenta persone in soli quattro mesi; nel 1576 il numero è lo stesso, ma in soli quarantanove giorni. La peste uccise, quindi, circa il 5% della popolazione, se è valido il dato per Asso di seicento residenti (Carlo Mazza riporta che nel 1530 fossero quattrocento).
Il ritorno della peste nel 1576, detta "peste di San Carlo", fu da addebitare, secondo la tradizione, ad una ragazza dei Bonanomi di Asso, che ritrovò una collana di corallo, nascosta da una sorella morta di peste due anni prima, in un buco di un muro della propria abitazione.
Dalla peste fu preservata, ad eccezione di una ragazza, la famiglia Magnocavallo di Asso, che fece voto di girare ogni sera per le contrade a chiedere di recitare «un Pater ed un Ave» per i defunti, voto ancora rispettato alla fine del XVIII secolo.
Sul finire del secolo, Asso fu teatro di uno scontro armato tra gli uomini di Ercole Sfondrati e una banda di malviventi della Val Cavargna che si erano già resi protagonisti di razzie in Tremezzina e a Bellagio.

## XVII secolo
Nel 1630, i lanzichenecchi, discesi in Italia come truppe imperiali, sostarono ad Onno e portarono con sé la grande peste. Ad Asso morirono 78 persone dal 15 maggio al 17 novembre.
Ad Asso era attivo in questi secoli anche l'ufficio dell'Inquisizione, alla ricerca di eretici e bestemmiatori, che, nel 1675, era diretto dal prevosto Antonio Crivelli, aiutato dai Crocesegnati.

## XVIII secolo
Nel 1732 morirono ad Asso 66 persone, per un'epidemia della quale non si conoscono le caratteristiche.
Asso comprendeva dodici comuni, a seguito della "Riforma al governo ed amministrazione delle comunità dello Stato di Milano", varata dal governo austriaco il 30 dicembre 1755.
Dal 1778, per sei anni, fu «podestà» di Asso Giovan Battista Erra di Visino.
Nel 1792 Giovanni Verri aveva come amante ad Asso Bambina Maiocchi, moglie di un notaio, oppure ostessa, a dire di suo fratello Pietro. Giovanni l'avrebbe poi ospitata nella villa di Mirabello, tentando, senza successo, di imporla alla società aristocratica.
Alla nascita della Repubblica cisalpina è dedicata una lapide, datata 1796, situata nella torre del castello lungo la scala interna, oltre l'ara romana.
Asso diventò «capoluogo» del cantone IV del distretto di Lecco durante il predominio francese. Nel 1799 arrivò in questo paese un agente militare e capo battaglione con venticinque cavalleggeri, per assistere all'estrazione dei requisiti per l'Armata francese, con una spesa di 389 lire a carico del comune; durante questo avvenimento si registrarono incidenti.

## XIX secolo
Ancora all'inizio del XIX secolo Carlo Mazza raccontava di violenti scontri fra giovani di Canzo e Asso che si prendevano a sassate, durante il giorno dell'Epifania del 1804, a testimonianza di antiche rivalità campanilistiche. Anche nelle filande le donne di paesi diversi dovevano essere divise e controllate dai padroni, sebbene condividessero le stesse condizioni precarie. I matrimoni fra canzesi ed assesi in quel secolo erano ancora infrequenti.
Nel 1805 Asso divenne capoluogo dell'omonimo cantone (o della Vallassina), che faceva parte del distretto IV e del dipartimento del Lario del Regno italico.
Il colera uccise ad Asso 44 persone, fra il 1830 ed il 1837.
Risale al 1846 la fondazione del corpo musicale.
Nel 1861, alla proclamazione dell'unità d'Italia, Pagnano e Scarenna erano comuni separati da Asso. Scarenna, secondo le possibilità che offrivano la legge provinciale e comunale, avrebbe mantenuto dei margini di autonomia quando sarebbe stato accorpato. Questo avvenne nel 1878, mentre Pagnano fu inglobato due anni dopo.

## XX secolo
Nel 1905, ai primi di marzo, un oste di Asso di 59 anni, che aveva una giovane e bella moglie, si suicidò dopo due tentativi falliti.
Nel 1909 un'epidemia di tifo colpì la Valassina e mieté vittime anche ad Asso. Si distinsero nell'assistenza il medico condotto dottor Pavesi, il prevosto Rodolfo Ratti e l'infermiere Carlo Granomelli, detto "El Crapun".
L'anno seguente uscì il primo numero de L'Armonia, il bollettino dei «Vicariati» di Asso e Canzo, fondato da don Primo Discacciati, con Luigi Molteni, sagrestano di Asso, come gerente responsabile. Veniva stampata presso la Tipografia d'Asso C. Oleotti. L'Armonia, ora, è il titolo del giornaletto della parrocchia di Asso e di quelle limitrofe (Valbrona, Sormano, Caglio, Rezzago).
Ad Asso, il 31 luglio 1917, durante un violento nubifragio, vennero colpiti l'ospizio dei ciechi, la coltelleria Vicini, gli stabilimenti Oltolina e Valsecchi, e crollò il ponte della Vallategna.
Nel 1922 si formò ad Asso una squadra di arditi al comando di Luchino Visconti, futuro segretario locale del Fascio. Alcuni socialisti, tra cui Carlo Bettinelli e Lazzarino Valsecchi, furono costretti a bere olio di ricino.
Tra 1921 e il 1939 si disputarono le quindici edizioni del Circuito del Lario. Il comitato esecutivo di questa competizione aveva sede ad Asso, che ne costituiva il centro organizzativo e logistico.
Nel 1933 sul muro della canonica di Asso i fascisti dipinsero due grandi scritte "Duce". Flaminio Pagani raccolse dei dati secondo i quali sembrerebbe che Luchino Visconti, il segretario del Fascio, avesse cercato di intimidire Rodolfo Ratti, il prevosto, cugino dell'allora papa Pio XI; tra di loro ci dovrebbe essere stata una conversazione animata.
Il monsignore avrebbe chiesto al Visconti: "Lei è venuto come Luchino o come vice podestà?" e questi avrebbe risposto: "Come Luchino Visconti"; "Allora fuori!" sarebbe stata la replica del parroco. Sebbene il racconto sia di parte, in ogni caso il prevosto avrebbe reagito dignitosamente e fermamente. Altre voci riportano che fossero intervenuti il coadiutore don Primo Discacciati ed alcuni parrocchiani, il che avrebbero indotto il Visconti alla cautela, per far sì che gli eventi non prendessero una brutta piega.
Il Vaticano, messo al corrente dell'accaduto e forse documentato con foto, intervenne informalmente per la provocazione contro la figura del pontefice, di cui era stato offeso un familiare. La gerarchia fascista smentì ogni responsabilità, riversandola sull'esuberanza di elementi locali.
Le scritte furono cancellate da alcuni fedeli (Dina Pelloli, il sacrestano Luigi Molteni e la maestra Pelloli) che intervennero presso il podestà Raffaele Bertieri per far riaprire l'oratorio e consentire l'attività dell'Azione Cattolica.
Negli anni della seconda guerra mondiale, tra il 1943 ed il 1944, Cristina Bardavid, figlia di ebrei deportati, si salvò grazie all'aiuto della famiglia Mazza Bonaiti, che la nascose nella propria abitazione, sotto la vecchia caserma dei carabinieri. Alcune voci riferiscono che il maresciallo Zucchelli era al corrente di ciò, ma non intervenne. Per quest'azione, alla fine degli anni novanta del XX secolo i Mazza avrebbero ottenuto il riconoscimento di "giusti" dalla stato di Israele.
Remo Sordo, partigiano, cadde in combattimento nel 1944. A lui è dedicato il viale alberato che collega il nuovo ponte sul Lambro di Scarenna e quello davanti alla cascata della Vallategna.
Nello stesso anno si costituì ad Asso il Comitato di Liberazione Nazionale locale, grazie alla spinta del tipografo Gioachino Oleotti, proprietario della tipografia "La Vallassinese", presso la quale stampa clandestinamente La Disfida. Sfuggì miracolosamente alle SS.